# Coccus resinatum
Coccus resinatum är en insektsart som först beskrevs av Jean-Jacques Kieffer och Herbst 1909.  Coccus resinatum ingår i släktet Coccus och familjen skålsköldlöss. Inga underarter finns listade i Catalogue of Life.